# FEANI
FEANI (Fédération Européenne d'Associations Nationales d'Ingénieurs ), etableret i 1951, er en sammenslutning af nationale ingeniørorganisationer fra 29 europæiske lande, repræsenterende 3,5 millioner professionelle ingeniører i 2008.
Sammenslutningen har konsulterende status i forhold til UNESCO, UNIDO og Europarådet.
Sammenslutningens formål er blandt andet at:
- Fastslå europæiske ingeniørers identitet.
- Sikkre at professionelle kvalifikationer for ingeniører i medlemslandene er godkendt internationalt.
- Sikre ingeniørernes rolle, status og ansvarlighed i samfundet.

2008 – nyudnævnt, præsident i FEANI er den danske formand for Ingeniørforeningen i Danmark Lars Bytoft.